# Dictionnaire de l'Académie française
Il Dictionnaire de l'Académie française (Dizionario dell'Accademia di Francia) è il dizionario ufficiale della lingua francese curato dall'Académie française, sotto la direzione del suo segretario generale perpetuo.

## Storia editoriale
La redazione del Dictionnaire iniziò nel 1638, su invito del cardinale Richelieu. Il progetto, diretto dagli accademici Claude Favre de Vaugelas e Jean Chapelain, era ispirato a una concezione purista della lingua francese: il Dictionnaire non avrebbe dovuto prendere in considerazione tutto il lessico della lingua francese e non avrebbe dovuto elencare tutti i significati di una singola parola; al contrario, avrebbe dovuto essere un dizionario normativo in grado di suggerire il buon uso del lessico. Nel Dictionnaire non sarebbero state pertanto inserite gli arcaicismi, i vocaboli di registro basso o colloquiale, i neologismi, le parole appartenenti al lessico specialistico di arti, mestieri e della scienza, tranne quelle dell'aristocrazia (la caccia, la scherma, ecc.)

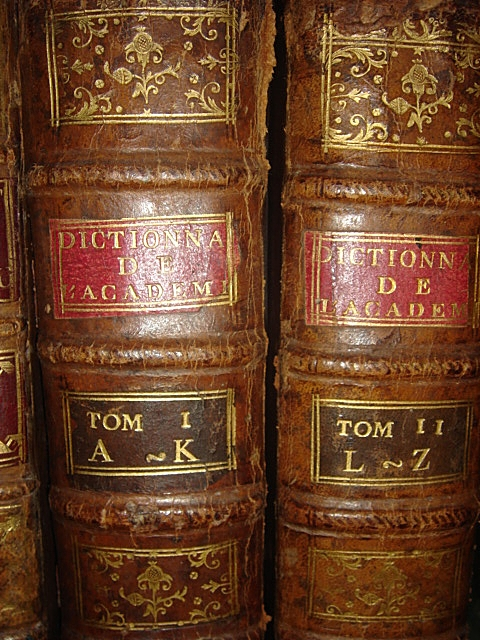
Quarta edizione in due volumi (1768)

Il lavoro procedette con lentezza e il primo volume apparve dopo più di mezzo secolo, nel 1694. I lemmi non erano disposti secondo l'ordine alfabetico, ma per famiglie di derivati e di composti. Di ciascun vocabolo veniva consacrato solo il significato principale, e non erano forniti esempi d'uso; venivano presentate solo alcune espressioni tolte da scrittori la cui competenza linguistica era stata approvata dall'Académie, ma il cui nome non veniva tuttavia citato.
Nelle edizioni successive fu finalmente adottato l'ordine alfabetico. La sesta edizione (1835) codificò la riforma dell'ortografia francese che permise il passaggio «dal françois al français». La settima edizione (1878-1879) propose numerose modifiche, secondo la riforma ortografica del 1835, e introdusse oltre 2000 nuovi vocaboli. L'ultima edizione completa (ottava edizione) apparve in due volumi nel triennio 1932-1935; nonostante fossero stati introdotti nuovi vocaboli, la rapida evoluzione della lingua francese richiedeva un ampliamento per cui venne prospettata una nuova edizione (la nona edizione) in via di completamento.
Della nona edizione sono apparsi finora tre volumi:
- Tome 1 (A - Enz), Imprimerie nationale/Fayard, 1992, ISBN 2-213-62142-X
- Tome 2 (Éoc - Map), Imprimerie nationale/Fayard, 2005, ISBN 2-213-62143-8
- Tome 3 (Maq - Quo), Imprimerie nationale/Fayard, 2011, ISBN 2-213-66640-7